# Lijst van voetbalinterlands Centraal-Afrikaanse Republiek - Madagaskar
Deze lijst van voetbalinterlands is een overzicht van alle officiële voetbalwedstrijden tussen de nationale teams van de Centraal-Afrikaanse Republiek en Madagaskar. De Afrikaanse landen speelden tot op heden acht keer tegen elkaar. De eerste ontmoeting, een kwalificatiewedstrijd voor het Wereldkampioenschap voetbal 2018, werd gespeeld in Antananarivo op 10 oktober 2015. Het laatste duel, een groepswedstrijd tijdens het African Championship of Nations 2024, vond plaats op 13 augustus 2025 in Dar es Salaam (Tanzania).

## Wedstrijden
| № | Plaats        | Datum            | Competitie                           | Wedstrijd                       | Uitslag |
| - | ------------- | ---------------- | ------------------------------------ | ------------------------------- | ------- |
| 1 | Antananarivo  | 10 oktober 2015  | WK 2018 kwalificatie                 | Centr.-Afrik. Rep. − Madagaskar | 0 − 3   |
| 2 | Antananarivo  | 13 oktober 2015  | WK 2018 kwalificatie                 | Madagaskar − Centr.-Afrik. Rep. | 2 − 2   |
| 3 | Antananarivo  | 24 maart 2016    | Afrika Cup 2017 kwalificatie         | Madagaskar − Centr.-Afrik. Rep. | 1 − 1   |
| 4 | Bangui        | 28 maart 2016    | Afrika Cup 2017 kwalificatie         | Centr.-Afrik. Rep. − Madagaskar | 2 − 1   |
| 5 | Antananarivo  | 23 maart 2023    | Afrika Cup 2023 kwalificatie         | Madagaskar − Centr.-Afrik. Rep. | 0 − 3   |
| 6 | Douala        | 27 maart 2023    | Afrika Cup 2023 kwalificatie         | Centr.-Afrik. Rep. − Madagaskar | 2 − 0   |
| 7 | Casablanca    | 19 maart 2025    | WK 2026 kwalificatie                 | Centr.-Afrik. Rep. − Madagaskar | 1 − 4   |
| 8 | Dar es Salaam | 13 augustus 2025 | African Championship of Nations 2024 | Madagaskar − Centr.-Afrik. Rep. | 2 − 0   |

## Samenvatting
| Competitie                      | Totaal gespeeld | Winst Centr.-Afrik. Rep. | Gelijk | Winst Madagaskar | Doelsaldo Centr.-Afrik. Rep. – Madagaskar |
| ------------------------------- | --------------- | ------------------------ | ------ | ---------------- | ----------------------------------------- |
| WK-kwalificatie                 | 3               | 0                        | 1      | 2                | 3 − 9                                     |
| Afrika Cup-kwalificatie         | 4               | 3                        | 1      | 0                | 8 − 2                                     |
| African Championship of Nations | 1               | 0                        | 0      | 1                | 0 − 2                                     |
| Totaal                          | 8               | 3                        | 2      | 3                | 11 − 13                                   |

Wedstrijden bepaald door strafschoppen worden, in lijn met de FIFA, als een gelijkspel gerekend.
FCF · A-internationals · 
Centraal-Afrikaans vrouwenelftal
1960 – 1969 ·
1970 – 1979 ·
1980 – 1989 ·
1990 – 1999 ·
2000 – 2009 ·
2010 – 2019 ·
2020 − 2029
Algerije ·
Angola ·
Bhutan ·
Botswana ·
Burkina Faso ·
Burundi ·
Comoren ·
Congo-Brazzaville ·
Congo-Kinshasa ·
Egypte ·
Equatoriaal-Guinea ·
Ethiopië ·
Gabon ·
Gambia ·
Ghana ·
Guinee ·
Guinee-Bissau ·
Ivoorkust ·
Kaapverdië ·
Kameroen ·
Kenia ·
Lesotho ·
Liberia ·
Libië ·
Madagaskar ·
Mali ·
Malta ·
Marokko ·
Mauritanië ·
Mozambique ·
Nigeria ·
Oeganda ·
Papoea-Nieuw-Guinea ·
Rwanda ·
Sao Tomé en Principe ·
Senegal ·
Soedan ·
Tanzania ·
Togo ·
Tsjaad ·
Tunesië ·
Zimbabwe ·
Zuid-Afrika
FMF · A-internationals · Malagassisch vrouwenelftal
1960 – 1969 ·
1970 – 1979 ·
1980 – 1989 ·
1990 – 1999 ·
2000 – 2009 ·
2010 – 2019 ·
2020 − 2029
1963 ·
1964 ·
1965 ·
1966 · 
1967 ·
1968 ·
1969 · 
1970 · 
1971 · 
1972 ·
1973 · 
1974 ·
1975 ·
1976 ·
1977 ·
1978 · 
1979 ·
1980 · 
1981 · 
1982 ·
1983 · 
1984 ·
1985 · 
1986 ·
1987 ·
1988 ·
1989 ·
1990 ·
1991 ·
1992 ·
1993 ·
1994 · 
1995 ·
1996 ·
1997 ·
1998 ·
1999 · 
2000 · 
2001 · 
2002 · 
2003 · 
2004 · 
2005 · 
2006 · 
2007 · 
2008 · 
2009 · 
2010 · 
2011 · 
2012 · 
2013 ·
2014 ·
2015 ·
2016 ·
2017 ·
2018 ·
2019 ·
2020 ·
2021 ·
2022 ·
2023 ·
2024
Algerije ·
Angola ·
Benin ·
Botswana ·
Burkina Faso ·
Burundi ·
Centraal-Afrikaanse Republiek ·
Comoren ·
Congo-Brazzaville ·
Congo-Kinshasa ·
Egypte ·
Equatoriaal-Guinea ·
Ethiopië ·
Gabon ·
Gambia ·
Ghana ·
Guinee ·
Iran ·
Ivoorkust ·
Kaapverdië ·
Kameroen ·
Kenia ·
Kosovo ·
Lesotho ·
Liberia ·
Luxemburg ·
Malawi · 
Mali · 
Mauritanië ·
Mauritius · 
Mozambique · 
Namibië · 
Niger ·
Nigeria · 
Oeganda · 
Rwanda ·
Sao Tomé en Principe ·
Senegal ·
Seychellen · 
Soedan ·
Swaziland · 
Tanzania · 
Togo · 
Tsjaad ·
Tunesië · 
Zambia · 
Zimbabwe · 
Zuid-Afrika